# 186º Reggimento paracadutisti "Folgore"
Il 186º Reggimento paracadutisti "Folgore" è un reggimento aviotrasportato dell'Esercito Italiano, inquadrato nella Brigata paracadutisti "Folgore".
È erede del 186º Reggimento "Folgore" schierato nella battaglia di El Alamein e ne custodisce la bandiera, decorata di Medaglia d'Oro al Valor Militare per il comportamento tenuto nella battaglia stessa. È inoltre decorato di due Medaglie d'Argento al Valor dell'Esercito per le operazioni in Somalia nel 1993 e in Kosovo nel 2004.
Sciolto nel 1942, si riscostituisce reggimento il 16 settembre 1992 nel quadro della ristrutturazione dell'Esercito Italiano.
È di stanza a Siena presso la caserma Bandini.
È attualmente in corso una ristrutturazione del personale secondo specifiche NATO al fine di arricchirne il know/how.
In particolare, la componente esplorante del reggimento, dovrà effettuare, nell'immediato futuro, operazioni speciali secondo capacità e modalità simili alle forze per operazioni speciali (TIER 2).

## Storia

### Origini

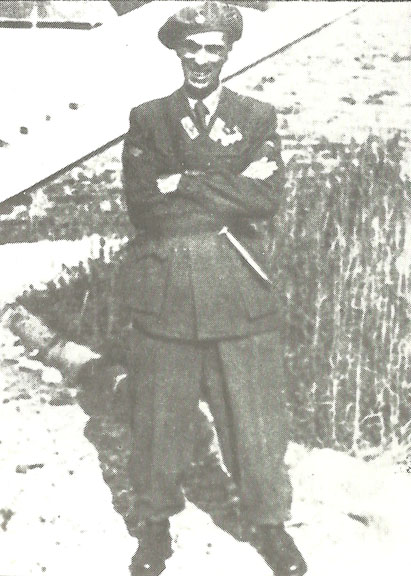
Il Colonnello Pietro Tantillo, comandante del 186º Reggimento, prima della partenza per El-Alamein

Il 1º settembre 1941 si costituisce, presso la Regia Scuola Paracadutisti dell'Aeronautica in Tarquinia (VT), il 2º Reggimento paracadutisti, al comando del Colonnello Pietro Tantillo. Il reggimento è costituito da: Comando, Compagnia cannoni da 47/32, V, VI e VII Battaglione paracadutisti. È inquadrato nella Divisione paracadutisti di nuova costituzione, unitamente al 1º Reggimento Paracadutisti e al reggimento Artiglieria. A tali unità si unisce, il 10 marzo 1942, anche il 3º Reggimento paracadutisti.
Il 27 luglio 1942, per l'impiego in Africa Settentrionale la grande unità prende il nome di 185ª Divisione di fanteria "Folgore", ed i reggimenti vengono rinumerati. Il 2º Reggimento Paracadutisti diviene 186º Reggimento fanteria "Folgore".
Il reggimento è costituito su tre battaglioni: V btg. (13ª, 14ª e 15ª cp.) al Comando del Ten. Col. Giuseppe Izzo, VI btg. (16ª, 17ª e 18ª cp.) al Comando del Magg. Giovanni Taffiorelli e VII btg. (19ª, 20ª e 21ª cp.) al Comando del Ten. Col. Carlo Marescotti Ruspoli, Principe di Poggio Suasa.

### El Alamein
Nella battaglia di El Alamein, sotto il comando del Colonnello paracadutista Pietro Tantillo, il reggimento è investito il giorno 24 ottobre da violenti attacchi da parte del 1º e 2º battaglione della Legione straniera francese.
In particolare, sul limite della depressione di Qattara, il V Battaglione al comando del Ten. Col. Giuseppe Izzo, che presidiava l'ultimo lembo dello schieramento italo-tedesco presso l'altopiano di Menahir El Daba, viene investito sulla fronte e sul fianco, ed è costretto ad opporsi con gli uomini senza poter utilizzare i mortai.
Valutata la situazione il Comandante del V Battaglione, lasciate le compagnie sulla fronte a difesa sui rispettivi capisaldi, si pone al comando di una forza di rincalzo di circa un centinaio di paracadutisti, con la quale contrassalta a colpi di bombe a mano 2 battaglioni della Legione Straniera francese lungo la rampa di Naqb Rala. L'azione viene condotta con una tale tenacia da costringere i francesi al ritiro con forti perdite, tra cui quella del colonnello Comandante le truppe della Francia Libera. Il Ten. Col. Izzo resta gravemente ferito in combattimento, ma rimane al proprio posto fino al termine dell'azione vittoriosa.
Per battere la sola 11ª Compagnia (all'epoca facente parte del IV btg. del 187º rgt.) sulla linea di difesa di El Qattara gli inglesi impiegheranno due battaglioni di fanteria e arriveranno al successo dopo due giorni di violentissimi combattimenti e migliaia di caduti, la maggior parte nel corpo a corpo.
Le perdite subite impediranno alle forze inglesi di proseguire e di sfondare la linea di resistenza, presidiata dalla 13ª compagnia.
Nonostante giorni e giorni di furiosi scontri, il 186º Reggimento riesce a tenere saldamente il fronte che gli è stato assegnato, respingendo sempre il nemico enormemente superiore per mezzi ed equipaggiamento: la linea di resistenza è rimasta intatta, ma il prezzo pagato altissimo. Il VI Battaglione si immola quasi completamente per mantenere le posizioni, mentre il V Battaglione conterà solo poche decine di superstiti tra ufficiali, sottufficiali e paracadutisti.
Il 6 novembre 1942, quando giunge l'ordine di ripiegamento, esce quindi invitto ma decimato ed i pochi superstiti vengono inquadrati nel CCLXXXV (285º) Battaglione di formazione che, dopo aver combattuto a in Tunisia e nell'ultima battaglia di Takrouna, cessa di esistere con la X Armata nel maggio 1943. 12 Medaglie d’Oro al Valor Militare, 62 Medaglie d’Argento al Valor Militare, 17 Medaglie di Bronzo al Valor Militare, 9 Croci al Valor Militare conferite ad ufficiali, sottufficiali e paracadutisti testimoniano il valore dimostrato dai "Leoni della Folgore" del 186° nel breve ciclo operativo in Africa Settentrionale.

### Dopoguerra
Dopo la guerra vengono ricostituite le unità paracadutisti e le glorie del 186º Reggimento vengono ereditate dal V Battaglione del 1º Reggimento paracadutisti. Il Battaglione diviene autonomo con la ristrutturazione del 1975 come 5º Battaglione paracadutisti "El Alamein". L’8 aprile 1976, presso il “Campo di Marte” in Firenze il battaglione, al Comando del Ten. Col. Giuseppe Erriquez, riceve in consegna la Bandiera di Guerra, la Medaglia d’Oro e le tradizioni del 186º Reggimento. Il 19 giugno 1976 la Bandiera di Guerra viene aviolanciata per la prima volta. Tra aprile e luglio del 1977 viene trasferito nell'attuale sede di Siena, resa libera in seguito al trasferimento dell’84º Fanteria “VENEZIA”. Nel 1982 partecipa alla missione "Libano 2" in Beirut e nel 1991 alla operazione "Airone" in Iraq.

#### La ricostituzione
Il 16 settembre 1992 il 186º Reggimento paracadutisti "Folgore" viene ricostituito, inglobando il 5º Battaglione paracadutisti "El Alamein". Fino al dicembre dello stesso anno partecipa all'Operazione Vespri siciliani in Palermo e dal 28 dello stesso mese viene trasferito in Somalia dove partecipa all'operazione UNOSOM II. In seguito prende parte alle numerose operazioni di ordine pubblico in patria e di mantenimento della pace all'estero. Sarà presente in Albania, Bosnia, Kosovo, Libano, Afghanistan e con alcuni uomini in Iraq nell'operazione Antica Babilonia.
Nelle numerose operazioni cui ha preso parte ha spesso pagato un prezzo altissimo di vite umane: in Somalia, durante l'operazione UNOSOM II, perde diversi uomini ed è coinvolto nella battaglia del pastificio il 2 luglio 1993 dove il reggimento conta un caduto, il paracadutista Pasquale Baccaro e lascia sul campo di battaglia numerosi feriti, tra cui il sottotenente Gianfranco Paglia, medaglia d'oro al valor militare.
Nei combattimenti del 2 luglio si distingueranno inoltre il capitano Paolo Riccò, comandante della XV compagnia "Diavoli Neri", decorato con medaglia di bronzo al valor militare, il sottotenente Romeo Carbonetti, il sergente maggiore Fabio Calzavara ed il caporale paracadutista Carmelo Mandolfo. Questi ultimi tre decorati con medaglia d'argento al valore dell'esercito, mentre il caporale paracadutista Renzo Polifrone riceverà la medaglia di bronzo al valore dell'esercito.
Nella missione ISAF in Afghanistan il reggimento è coinvolto in numerosi scontri a fuoco contando diversi feriti.
Il 17 settembre 2009 186º Reggimento perde 4 uomini nell'attentato di Kabul: il capitano Antonio Fortunato, il 1º caporal maggiore Matteo Mureddu, il 1º caporal maggiore Giandomenico Pistonami e il 1º caporal maggiore Davide Ricchiuto.
In Afghanistan nel 2009 il reggimento aveva il comando del contingente italiano (denominato Italfor XX), ricevendo il plauso di tutte le forze della coalizione ISAF.
Il reggimento è di nuovo in Afghanistan dal febbraio al settembre 2011 nella provincia di Farah, inquadrato nell'ambito del Regional Command West, a guida italiana. Durante tale missione, durata 7 mesi, il Reggimento ha costituito il framework per la Task Force South-East, nei due distretti di Bakwa e Gulistan.

## Struttura
- Comando di reggimento;
- Comando alla Sede;
- Compagnia Comando e Supporto Logistico (CCSL) "Sorci Verdi";
- 5º Battaglione paracadutisti "El Alamein" (articolato su 4 compagnie)
  - 13ª Compagnia fucilieri paracadutisti "Condor";
  - 14ª Compagnia fucilieri paracadutisti "Pantere Indomite";
  - 15ª Compagnia fucilieri paracadutisti "Diavoli Neri";
  - 11ª Compagnia supporto alla manovra paracadutisti "Peste".

Del 5º battaglione paracadutisti "El Alamein" ha fatto parte anche la compagnia mortai paracadutisti "Vampiri", soppressa nel 2011. 
Il plotone esplorante della compagnia 11ª può essere usato come "Unità di coronamento per le Operazioni Speciali" (TIER3) in supporto nelle operazioni della Forze speciali italiane (TIER 1) ed effettua lanci con tecniche di caduta libera con procedura HALO, oltre al tipico lancio con fune di vincolo.
All'interno del battaglione vi sono inoltre diverse squadre di ricognitori, team di scorta, unità "jtac" e tiratori scelti.

## Comandanti
1. Colonnello Pietro Tantillo, 1941-1942
2. Colonnello Pierluigi Torelli 1989 futuro Generale di Brigata 1999 - 2002
3. Colonnello Enrico Celentano, 1992-1994
4. Colonnello Augusto Staccioli, 1994-1997
5. Colonnello Emanuele Spagnolo, 1997-2000
6. Colonnello Maurizio Fioravanti, 2000-2001
7. Colonnello Francesco De Luca, 2001-2002
8. Colonnello Rosario Castellano, 2002-2004
9. Colonnello Sandro Camiciola, 2004-2006
10. Colonnello Manlio Scopigno, 2006-2008
11. Colonnello Aldo Zizzo, 2008-2010
12. Colonnello Lorenzo D'Addario, 2010-2011
13. Colonnello Roberto Angius, 2011-2013
14. Colonnello Roberto Trubiani, 2013-2015
15. Colonnello Beniamino Vergori, 2015-2017
16. Colonnello Michele Fraterrigo, 2017-2019
17. Colonnello Federico Bernacca, 2019-2021
18. Colonnello Massimo Veggetti, 2021- 2023
19. Colonnello Giovanni Corrado, 2023

## Missioni nel dopoguerra
- Gennaio 1983 - febbraio 1984 - Libano, Operazione Libano 2Il distintivo del 186º rgt. par.

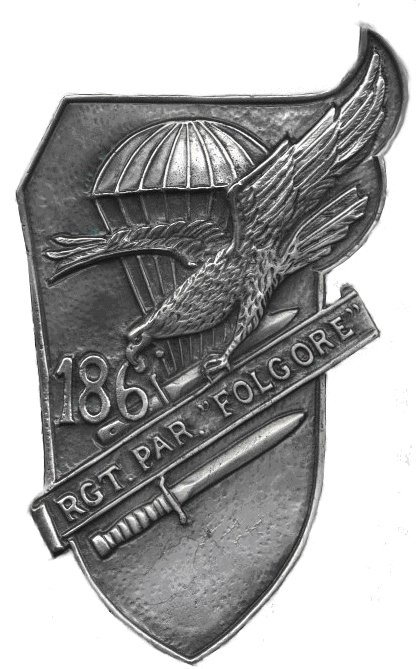
Il distintivo del 186º rgt. par.

- Marzo - settembre 1986 - Italia, Lampedusa, Operazione Girasole
- Ottobre - dicembre 1990 - Italia, Calabria, Operazione Aspromonte
- Gennaio - aprile 1991 - Iraq Kurdistan, Operazione Provide Comfort
- Aprile - luglio 1992 - Sicilia, Operazione Vespri Siciliani
- Marzo - luglio 1993 - Somalia, Operazioni Restore Hope - IBIS
- Maggio - ottobre 1999 - Bosnia, NATO SFOR Operazione Constant Forge
- Maggio - ottobre 2000 - Albania, NATO KFOR Operazione Joint Guardian
- Luglio 2001 - Genova, Operazione G8
- Ottobre 2001 - febbraio 2002 - Kosovo, NATO KFOR Operazione Consistent Effort
- Marzo - maggio 2002 - Toscana, Operazione Domino
- Agosto - settembre 2003 - Bosnia, NATO SFOR OTHF
- Gennaio - luglio 2004 - Kosovo, NATO KFOR Operazione Decisive Endeavour
- Ottobre - novembre 2005 - Kosovo, NATO KFOR Operazione Determined Effort
- Gennaio-marzo 2006 Italia, Torino Operazione Domino "Olimpiadi Invernali"
- Aprile - agosto 2007 - Libano, UNIFIL Operazione Leonte
- Novembre 2008 - gennaio 2009 - Italia, Caserta, Operazione Strade Sicure
- Aprile - ottobre 2009 - Kabul, Afghanistan, NATO ISAF
- Febbraio - settembre 2011 - Bakwa e Gulistan, Afghanistan, NATO ISAF
- Agosto - settembre 2012 - Emilia-Romagna, Operazione Una Acies
- Maggio 2013 - Marzo 2015 - Somalia, EUTM Somalia
- Maggio - luglio 2015 - Milano, Operazione "EXPO 2015"
- Settembre 2016 - febbraio 2017 - Libia, Operazioni Ippocrate e Ippocrate 2
- Dicembre 2017 - luglio 2018 - Toscana, Operazione Strade Sicure
- Dicembre 2018 - Gennaio 2020 - Niger, Operazione MISIN
- Luglio  - dicembre 2019 - Toscana, Operazione Strade Sicure
- Agosto 2019 - marzo 2020 - Iraq, Operazione Prima Parthica
- Gennaio 2021 - Afghanistan - Operazione " TACC- West " (Herat)
- Dicembre - Giugno 2022 -   Toscana, Operazione "Strade Sicure"

## Onorificenze

### Decorati
- Sergente Maggiore Mario Giaretto – Quota 99 di Deir Alinda (Africa Settentrionale), notte sull'8 agosto 1942.
- Sottotenente Giovanni Stassi – Africa Settentrionale, 25 agosto-2 settembre 1942.
- Sottotenente Omero Lucchi – Africa Settentrionale, 31 agosto-4 settembre 1942.
- Tenente Roberto Bandini – Quota 125 di Qaret El Himeimat (Egitto), 23-25 ottobre 1942.
- Sottotenente Giovanni Gambaudo – Qaret El Himeimat (Africa Settentrionale), 23-24 ottobre 1942.
- Paracadutista Giuseppe Cappelletto – Quota 125 di Qaret El Himeimat (Africa Settentrionale), 23-25 ottobre 1942.
- Sergente Maggiore Nicola Pistillo – Africa Settentrionale, 23-25 ottobre 1942.
- Paracadutista Leandro Franchi – Africa Settentrionale, novembre 1942.
- Tenente Marco Gola – Egitto, Naqb Rala (EI Alamein), 23-25 ottobre 1942.
- Tenente Colonnello Carlo Marescotti Ruspoli Principe di Poggio Suasa – Deir el Munassib, 4 novembre 1942.
- Paracadutista Antonio Andriolo – Quota 125 di Qaret El Himeimat, Quota 146 di Rain Pool, 23 ottobre - 4 novembre 1942.
- Paracadutista Gerardo Lustrissimi – Africa Settentrionale, 23-25 ottobre 1942.
- Paracadutista Pasquale Baccaro – Mogadiscio, 2 luglio 1993.
- Sottotenente Gianfranco Paglia – Mogadiscio, 2 luglio 1993.

## Curiosità
- Il 5º Battaglione paracadutisti, futuro 186º Reggimento, presidiò l'isola di Lampedusa durante la crisi Italia - Libia del 1986. Subito dopo l'attacco missilistico libico venne anche preparato un piano di contrattacco che dovevano svolgere i paracadutisti, abbandonato però a favore della linea diplomatica e delle operazioni navali.
- Il reggimento ha partecipato al G8 di Genova nel luglio del 2001 occupandosi della sicurezza dell'aeroporto insieme agli altri reggimenti della Brigata paracadutisti "Folgore". Nei giorni del meeting i Paracadutisti del 186º Reggimento hanno effettuato la sicurezza perimetrale dell'Air Force One del Presidente USA George W. Bush.
- Per la prima volta in una missione estera, durante l'operazione ISAF 2009 la scorta del comandante della Brigata paracadutisti "Folgore", generale Rosario Castellano, era composta da paracadutisti del 186º Reggimento. In passato è stato un lavoro esclusivo degli incursori del 9º Reggimento "Col Moschin".
- Il 26 agosto 2010 una squadra composta da 12 paracadutisti del 186º Reggimento ha raggiunto la vetta del Monte Bianco con la propria bandiera di guerra. Con tale gesto i paracadutisti hanno voluto ricordare tutti i caduti nelle missioni internazionali.
- Il 21 marzo 2019 la città di Siena conferisce al 186º Reggimento paracadutisti "Folgore" la sua cittadinanza onoraria "per essersi particolarmente distinto con iniziative di carattere sociale, assistenziale e per aver intrapreso azioni di alto valore a vantaggio della Nazione e dell'Umanità, dimostrando un esemplare attaccamento al territorio e alla comunità senese".
- Il 19 luglio 2019 l’Accademia Internazionale Medicea di Firenze ha conferito la Medaglia Laurenziana al 186º Reggimento paracadutisti "Folgore" “per l’assiduo, costante e continuo impegno operativo all’estero, nel supporto alle istituzioni in patria, per il livello di eccellenza e professionalità raggiunto nonché le eccezionali qualità umane dimostrate da ciascuno dei paracadutisti del reggimento di ogni livello e grado”.